# Alexis (football, 1974)
Pour les articles homonymes, voir Suárez et Alexis.
José Alejandro Suárez Martín, dit Alexis, est un ex-footballeur espagnol né le 6 mars 1974 et jouant au Real Valladolid depuis 2007.

## Carrière
- 1992-95 : Universidad Las Palmas CF (2e Div B)  Espagne
- 1995-99 : CD Tenerife (1re Div)  Espagne
- 1999-01 : CD Tenerife (2e Div)  Espagne
- 2001-02 : CD Tenerife (1re Div)  Espagne
- 2002-03 : CD Tenerife (2e Div)  Espagne
- 2003-04 :  Levante UD (2e Div)  Espagne
- 2004-05 :  Levante UD (1re Div)  Espagne
- 2005-06 :  Levante UD (2e Div)  Espagne
- 2006-07 :  Levante UD (1re Div)  Espagne
- 2007-08 :  Real Valladolid (1re Div)  Espagne